# Neommatissus typicus
Neommatissus typicus är en insektsart som först beskrevs av William Lucas Distant 1916.  Neommatissus typicus ingår i släktet Neommatissus och familjen Tropiduchidae. Inga underarter finns listade i Catalogue of Life.